# نور در معماری داخلی
نور صورتی از انرژی تابشی است که با سرعت ۳۰۰۰۰۰ کیلومتر بر ثانیه در فضا سیر می‌کند. نور چیزی است که امکان دیدن را برای انسان فراهم می‌آورد.

## انواع چشمه نور در معماری
1. چشمه نور گسترده: یک شیء نورانی نظیر خورشید را چشمه نور گسترده می‌نامیم.
2. چشمه نور نقطه‌ای: اگر صفحه‌ای از مقوا را که روی آن روزنه کوچکی ایجاد شده در مقابل چراغ روشنی قرار دهیم نور چراغ پس از گذشتن از روزنه منتشر می‌شود و روزنه مانند یک چشمه نور کوچک عمل می‌کند که به آن چشمه نور نقطه‌ای می‌گوئیم

تقسیم‌بندی اجسام غیر منیر از نظر عبور نور از آن‌ها نیز بدین ترتیب است:
1. اجسام شفاف:اجسامی که نور از آن‌ها عبور می‌کند مانند:شیشه، هوا، آب
2. اجسام نیمه شفاف: اجسامی هستند که نور از آن‌ها عبور می‌کند ولی از پشت آن‌ها اجسام دیگر به صورت واضح دیده نمی‌شوند، مانند: شیشه‌های مات ویخی، یا کاغذ کالک
3. اجسام کدر: اجسامی هستند که نور اصلاً از آن‌ها عبور نمی‌کند، مانند: آجر، مقوا، چوب و غیره

## اهمیت ساماندهی به نور محیطی
هر آنچه از زیبایی‌های محیطی به چشم می‌آید از پرتو نور و روشنایی است؛ وگرنه در تاریکی، زیبایی مفهومی نمی‌یابد. زیبایی حقیقی با نور معرفت و زیبایی ظاهری با حس بینایی درک می‌شود. نور و روشنایی چه ظاهری و چه عرفانی، باعث می‌شود که زیبایی به چشم اید و رنگ، حجم و سایر زیبایی شیءجلوه کند. در هنر معماری بحث مفصلی در زمینه روند بهره‌گیری از نور طبیعی وجود دارد و نور رسانی محیطی مبحث قابل توجهی را به اختصاص می‌دهد. ابزار و وسایل روشنایی نیز به عنوان عواملی که تأمین‌کننده نور مصنوعی هستند عمل می‌کند. در یک خانه یا محیط بسته، چند گونه نور وجود دارد بدین شرح:
نور محیطی و عمومی:روشنایی لوستر و نور موجود در منزل که از طریق پنجره‌ها به درون می‌تابد.
نور مصنوعی یا تأکیدی:نور چراغ‌های مطالعه بر روی میز کار، و چراغ‌های آویزا یا دیواری در آشپز خانه، که از آن‌ها برای نوشتن، مطالعه، آشپزی، خیاطی و هر آنچه نیاز به دقت و تمرکز دارد، استفاده می‌شود.
نور تزئینی:نور آباژور و چلچراغ‌های رنگین و زینتی یا لامپ‌هایی که در بوفه‌ها و قفسه‌ها نصب می‌شوند. همچنین لامپ‌های کوچک و هالوژن‌هایی که بر روی آرک‌ها و قوس‌های سقف قرار می‌گیرند.
یکی از راه حل‌های بسبار مؤثر برای تغییر حال و هوای اتاق و به‌طور کلی دگرگون کردن روحیه ساکنان منزل، رسیدگی و توجه به موضوع نور و نور پردازی متعادل است. هیچ اتاقی، هرگز بدون نور مناسب و دقیق، عالی به نظر نمی‌آید. البته هر قدر که انتخاب نور دقیق و آگاهانه صورت گیرد، باز باید اذعان داشت که نور مصنوعی هرگز جای درخشندگی نور طبیعی را نخواهد گرفت. نور طبیعی لطیف و پویاست و معمولاً جایگزینی ندارد، ولی تعجب آور است که بسیاری از مردم با اصرار زیاد پنجره‌ها را با پرده می‌پوشانند تا جلوی ورود نور طبیعی گرفته شود.
از سوی دیگر، در نور پردازی فضای داخلی به این نکته نیز باید توجه داشته باشید که نور می‌تواند به شدت رنگ‌ها را تحت تأثیر قرار دهد. یک رنگ چه بسا در طول روز بارها تغییر کند و طیف‌های گوناگونی را بازتاب دهد. همچنین ممکن است زیر نور مصنوعی کاملاً متفاوت جلوه کند. در ضمن نور مصنوعی نیز تأثیر قابل توجهی دارد؛ مثلاً در لامپ‌های فلوئورسنت یا نور آفتابی در لامپ‌های معمولی و هالوژنی. نکته دیگریکه شاید شماری از افراد به آن توجهی نشان ندهند، وجود سطوح بازتاب دهنده نور در محیط درونی است. اجسام بازتاب دهنده نور، مانند لوازم شیشه‌ای و آینه‌ای، یا اشیاء فلزی با سطوح صیقلی و براق، نه تنها نور فریبنده‌ای به اتاق می‌افزایند، بلکه به نور محیط نیز انرژی و نیرویی مضاعف می‌دهند و به این ترتیب سبب می‌شوند تمام فضا درخشان تر و با روح تر به نظر آید. از این رو، خوب است بر روی این گونه وسایل، گلدان‌هایی کریستالی یا رنگارنگ، همین‌طور آباژورهایی با کلاهک‌های رنگین قرار دهید تا بازتابی از نور درخشان و رنگارنگ در گوشه‌ای از اتاق یا راهرو به دست آورید.
چند نمونه از نوردهی مناسبی که پیشنهاد می‌شود:
فضای تاریک اتاق کار با چراغ رومیزیقابل استفاده شده و کار کردن در آن ممکن می‌شود. بدین ترتیب با بهره‌گیری از نور موضعی، دیگر نیازی به روشن کردن همه فضا احساس نمی‌شود.
نوردهی موضعی و صحیح در بالای تخت خواب‌ها از ویژگی‌های اتاق خواب است که مطالعه در سب را بسیار دلپذیر می‌کند. در ضمن نورهای هالوژنی سقف نیز با ایجاد سایه روشنی زیبا به کمک نورهای مجاور تخت خواب می‌آیند.
نور موضعی در کنار پلکان، ضمن روشن کردن راه پلکان، جذابیت خاصی در رنگ‌های دیوار و کف پله‌ها ایجاد کرده‌است، به نحوی که رنگ‌ها زنده تر و درخشان به نظر می‌رسند و جاذبه بصری فراوانی دارند.

## نور پردازی در فضای داخلی
زمانی که خانه‌ای می‌سازیم، اثاثی انتخاب می‌کنیم که بخشی از زندگی روزمره ما خواهند شد، همچنین باید به نوع نور پردازی محیط زندگی توجه داشته باشیم. برای این عمر مهم است که ابتدا موقعیت و زوایای خانه را به منظور مشخص ساختن منطقه تابش نور خورشید در طول روز شناسایی کنیم. باید بیاموزیم که با نور طبیعی روز بازی کرده، تأثیرات آن را کنترل کنیم، زیرا همین نور خانه ما را در بخش بزرگی از روز نور پردازی می‌کند.
از زمان طلوع خورشید، از اولروز تا هنگام غروب، نور طبیعی شدت رنگ‌ها در محیط خانه ما تغییر می‌دهد. نارنجی در پائیز، آبی‌ها در زمستان، رنگ‌های ملایم در بهار و زرد درخشان دزطول تلبستان بیشتر به چشم می‌آیند. نورها، سایه‌ها یا تاریکی‌ها، به ابن صورت، عناصر تزئیی لازم الاجرایی هستند که باید بدانیم چگونه آن‌ها را ایجاد کنیم.
به علاوه، زمانی که نور طبیعی رو به کاستی می‌رود، نور پردازی مصنوعی باید این امکان را به ما بدهدکه فعالیت‌های روزمره خود را ادامه دهیم. توصیه می‌شود به خاطر بسپاریم که نور، انواع متفاوتی از محیط‌های پیرامونی را خلق می‌کند و اینکه محیط روشن با احساس رضایتمندی، انرژی و حرکت ما مرتبط است. همچنین نور پردازی ملایم منجر به آسودگی ما می‌شود.
- هنگامی که می‌خواهیم کاربرد محوطه کوچکی مثل سطح یک میز یا پیشخوان را مطلوب کنیم، نور پردازی تأکیدی بر روی میز باید در محدوده پیرامون ان نگاه داشته شود. نورهای رو به پائین را بر روی صندلی‌ها متمرکز نکنید، زیرا پرتوهای بالایی سایه‌های نامطلوبی بر روی صورت افراد می‌اندازد و گرمای حاصل از تابش آن‌ها نیز ممکن است ناراحت‌کننده باشد.
- چلچراغ‌های آویزی می‌بایست به گونه‌ای تنظیم شوند که میز و اتاق هردو را روشن کنند. تعیین قطر نوردهی در حدود ۶۰ تا ۷۵ سانتی‌متر با فضاهای معمول تناسب دارد، اما قطر شاخه‌های لوستر نباید از پهنای میز بیشتر و ارتفاع آن تا روی سطح میز از ۳۰ سانتی‌متر کمتر باشد، زیرا در این صورت ممکن است افراد در هنگام برخاستن از پشت میز با منبع نور یا همان لوستر آویزی برخورد کنند.
- در شرایطی که چلچراغ نور رو به پائین ندارد، چیدمان میز و قسمت میانی آن را می‌توان با استفاده از نورهای تأکیدی و ثابت قابل تنظیم واقع در فرورفتگی‌ها تقویت کرد. این منابع نور تأکیدی باید همراه با پرتوهاییباشند که انتشار آن‌ها طیفی از باریک تا متوسط را در بر گیرند و در جایی قرار داده شوند که زاویه دار باشند تا از سایه اندازی آن‌ها اجتناب گردد. در هنگام قرار دادن و تنظیم مکان وسایل ثابت خانه، باید انعکاس یافتن نور از سطح میزهایی که رویه آن‌ها شیشه‌ای است در نظر گرفته شود.
- در قفسه‌های ظروف، جلوه کارهای تزئینی کنده کاری شده و ظروف شیشه‌ای پذیرایی باید با نور پردازی متعدد بدون سایه از طریق سقف تأمین گردد. در بالای یک بوفه شیشه‌ای نیز می‌توان منبع نوری پیش‌بینی کرد به صورت آباژور دیواری یا چراغ‌های دارای پایه که به دیوار نصب می‌شوند، ارتفاع منبع نور تا زمین در این حالت نباید از ۱۷۰ سانتی‌متر کمتر باشد.
- نور پردازی موضعی باعث روشن شدن هر چه بیشتر تابلوهای نقاشی می‌شوند و جلوه و زیبایی آن‌ها را مورد تأکید بیشتر قرار می‌دهند.
- نورهای تأکیدی در تاقچه‌ها جاذبه بیشتری به تزئینات محیط می‌بخشند.

به منظور نور رسانی بیشتر و بهتر در فضای آشپز خانه به موارد زیرتوجه داشته باشید:
- برای سینک ظرف‌شوئی، از پرتو متمرکز نور تأمین شدهای که درست بالای سینک و زیر کابینت فرار گرفته‌استفاده کنید.
- تکیه بر نوری که از سقف ئ در وسط اتاق می‌تابد، موجب خواهد شد محیط کار برای آماده‌سازی مواد غذایی در سایه قرار گیرد.
- منبع روشنایی در لبه جلویی و زیر کابینت قرار دارد. منبع نور باید از دید افرادی که در نزدیکی کابینت نشسته‌اند، پنهان بماند.

در محیط حمام و دستشوئی داشتن نور مناسب از اهمیت زیادی برخوردار است.
- نورپردازی به صورت کشیده در کنار آینه دستشوئی بیشترین تأثیر را خواهد داشت. طول آن باید حداقل ۴۰ سانتی‌متر باشد. نورپردازی بالای آینه باید دست کم ۶۰ سانتی‌متر طول داشته باشد تا هر دو طرف صورت روشن شده، از بروز سایه در زیر چانه اجتناب شود. ارتفاع لامپ‌های طرفین، از زمین نبایست از ۱۵۰ سانتی‌متر کمتر باشد ئ نور بالای آینه دستشوئی نیز بهتر است ارتفاعی در حدود ۱۹۵ تا ۲۰۰ سانتی‌متر داشته باشد.
- نور پردازی هالوژنیدر فرورفتگی‌ها، این امتیاز را دارد که مانعی در سر راه نوردهی آن‌ها به وجود نمی‌آید، اما موجب بروز سایه‌هایی در زیر پلک، بینی و چانه می‌شوند. مگر آنکه با فاصل‌های مناسب و بالای نور دیگری بر روی پیشخوان قرارذ می‌گیرد تا نور پائین به سمت بالا منعکس و سایه‌ها را بی اثر می‌کند.[۱]